# Rockstar 101
Rockstar 101 je píseň barbadoské popové zpěvačky Rihanny. Píseň pochází z jejího čtvrtého alba Rated R. Produkce se ujali producenti The-Dream a Christopher Stewart. S touto písní jí vypomohl bývalý kytarista skupiny Guns N' Roses Slash.